# Donna Edwards
Donna F. Edwards, född 28 juni 1958 i Yanceyville i North Carolina, är en amerikansk demokratisk politiker och medborgaraktivist. Hon representerade delstaten Marylands fjärde distrikt i USA:s representanthus 2008–2017.
Edwards avlade sin grundexamen vid Wake Forest University och juristexamen vid Franklin Pierce Law Center. Hon var med om att grunda medborgarorganisationen National Network to End Domestic Violence.
Edwards besegrade kongressledamoten Albert Wynn i demokraternas primärval inför kongressvalet i USA 2008. Wynn avgick sedan i förtid. Edwards vann fyllnadsvalet för att efterträda Wynn i representanthuset och omvaldes i kongressvalet 2008. Hon blev sedan omvald tre gånger. 2016 valde hon att avstå omval för att istället försöka bli senator, men förlorade i Demokraternas primärval mot Chris Van Hollen.